# Toledo Speedway
O Toledo Speedway é um autódromo localizado em Toledo, no estado de Ohio, nos Estados Unidos, o circuito é no formato oval com 0,8 km (0,5 milhas) de extensão e 13° de inclinação nas curvas.
Foi inaugurado em 1963, em 1999 foi comprado pela ARCA e atualmente recebe corridas da ARCA Racing Series.